# A Mãe do Senhor Ministro
A Mãe do Senhor Ministro é uma série de comédia escrita por Ana Bola emitida em 2013 na RTP1. Dá continuidade à série A Senhora Ministra.

## Elenco
- Ana Bola - Lola Rocha (Maria Aurora Rocha)
- Victor de Sousa - Américo Silva Rocha
- Manuel Marques - António Augusto Aguiar
- Matilde Mello Breyner - Caetana Lapa
- Carlos M. Cunha - Elias Garcia

### Elenco adicional
- Maria Vieira - Laurentina
- Miguel Damião - Gastão
- Joel Branco - Elvis
- Maria Henrique - Branca das Neves
- Sofia Aparício - Sofia Aparício
- Paulo Pinto - António Paulo Pedro
- Maria de Lima - Tita
- João Cabral - Manuel
- Daniel Leitão - Sérgio
- Filipe Abreu
- David Almeida
- Miguel Melo - Alfredo
- Ângelo Torres - Dos Santos